# 이인성 (성우)
이인성(1950년 7월 27일 ~ )은 대한민국의 성우로, 1970년 DBS 동아방송 라디오 공채 5기로 입사했다가, 이듬해 1971년 서울중앙방송(오늘날의 KBS) 공채 13기로 입사했으며 1976년 문화방송 성우극회 공채 7기로 재차 입사했다.

## 학력
중앙대학교 연극영화학과(학사)를 졸업했다. 

## 출연 작품

### 애니메이션
- 스타 워즈: 클론 전쟁 (카툰네트워크) - 자자
- 핑크팬더 (MBC)
- 패트와 매트 (비디오, 재능방송) - 매트
- 출동! 러쉬맨 (MBC)
- 내 마음은 무지 (투니버스)
- 건드레스 - 알리 자이브 핫산
- 검용전설 야이바 - 선우검, 거미사내
- 고쿠센 (투니버스) - 교장
- 그와 그녀의 사정 (투니버스) - 유카리의 외할아버지
- 개그만화 일화 (대원방송) - 씰 회사 사장, 문어 외계인 등
- 금발의 제니 (MBC) - 헨리 포스터
- 겁쟁이 강아지 커리지 (카툰 네트워크) - 커리지
- 깐돌이 대행진 (MBC) - 깐돌이
- 우주보안관 장고 (MBC) - 퍼즈
- 유령대소동 (MBC) - 먹깨비
- 은하순찰대 (MBC)
- 이크는 멋쟁이 (MBC) - 이크
- 출동! 12레인저 (투니버스) - 리디아, 키린다, 드라고
- 냠냠 차우더 - 멍달
- 동글동글 해롱이 (SBS) - 해롱이 아빠 / 꺽꺽이
- 엄마 찾아 삼천리 (EBS) - 페피노
- 동키 콩 - 크랭키 콩
- 메칸더V (MBC)
- 보거스는 내 친구 (MBC) - 보거스
- 카드캡터 체리 (SBS) - 체리 아빠
- 에스카플로네 (SBS) - 드라이덴
- 매직 스워드 - 데본
- 리틀 니모 - 플립
- 마법진 구루구루 (MBC) - 카세기 골드, 고친코, 어둠의 마법 결사 총재
- 개구리 중사 케로로 (투니버스) - 해설
- 난다 난다 니얀다 (재능방송) - 메롱
- 신비아파트 고스트볼Z: 귀도퇴마사 (투니버스) - 망태할아범
- 히어로스쿨Z (투니버스) - 내레이션
- 괴짜가족 (투니버스) - 해설, 야구왕, 변비조
- 은혼 (투니버스) - 가토 켄
- 퓨어엔젤 미라클 매직 (투니버스) - 란토
- 아이언 키드 (KBS) - 버튼스
- 파워퀀텀맨 (KBS) - 아티 박사
- 몬스터 팜 (SBS) - 쁘리아
- 별의 커비 (투니버스) - 닥터 에스카르곤
- 봉신연의 - 원시천존
- 졸업 (투니버스) - 역장
- 스쿠비 두 - 스크래비 두
- 루팡 3세 (투니버스) - 조대포(제니가타 코이치) 경감
- 우당탕탕 로코와 친구들 (재능방송) - 해퍼
- 꼬마마법사 레미 (MBC) - 동글이
- 보글보글 스폰지밥 (재능방송, 니켈로디언) - 뚱이, 해설, 철운도(징징이 친구), 악마방울
- 신세기 사이버 포뮬러 (SBS, 투니버스) - 구데리안
- 명탐정 코난 (투니버스) - 하평무(핫토리 헤이조)
- 로봇 찌빠 (KBS) - 찌빠 할아버지
- 마다가스카의펭귄 - 코왈스키
- 빠뿌야 놀자 (KBS) - 조로
- 롤링스타즈 (KBS) - 탱고
- 릴로 & 스티치 TV 시리즈 (KBS) - 루벤
- 안녕 자두야 스페셜 (투니버스) - 해설
- 아이실드 21 - 라이몬 타로
- 열대펭귄 페닝 (MBC) - 두들러
- 꾸러기 닌자 토리 (재능방송) - 야옹
- 톰과 제리 (SBS) - 해설
- 트라이건 - 니콜라스 D 울프우드, 브릴리언트 다이너마이트 네온
- 트윈 시그널 - 강천재 박사
- 틴틴의 대모험 (MBC) - 톰슨 형사(형), 하인
- 파워 퍼프 걸 (투니버스) - 모조조조
- 피터팬의 모험 (MBC) - 스미
- 카우보이 비밥 - 펀치
- 크리스마스에 기적을 만날 확률
- 하우스 오브 마우스 - 무슈, 판치토 등
- 못 말리는 어린양 숀 (재능방송) - 해설
- 꿈돌이 (MBC)
- 꼬마탐정 가제트 (SBS) - 보리스
- 무지개 요정 큐티하니 (SBS) - 교장선생님
- 펭킹 라이킹 (MBC) - 딱다구리
- 보그맨 특공대
- 우당탕탕 닥터지 (투니버스) - 지채만
- 맑음 때때로 뿌이뿌이 (대원방송, 경인방송) - 아빠
- 스탈라의 마법여행 (MBC)
- 기동전사 건담 0083 (MBC) - 에너벨 가토, 사우스 버닝
- 독고탁의 비둘기 합창 (MBC) - 영태
- 바이오캅 윙고 (MBC) - 지큐라 백작
- 하얀마음 백구 (SBS) - 동네 아저씨
- 아기공룡 덴버 (SBS) - 덴버
- 요술공주 밍키 (SBS) - 하리, 푸른나라 장군
- 드래곤볼Z (SBS) - 무천도사, 리쿰, 그레고리
- 인형 보물섬 (KBS) - 겐조
- 출동! 유니온 킹 (KBS) - 번개
- 오스카 오케스트라 (투니버스) - 루사우스
- 헬로 스팽크 (투니버스) - 민영식
- 물지 않는 다큘라 백작 (투니버스) - 다큘라
- 우리반 짱돌이 (대원방송) - 여왕마마
- 바람의 검심 (대원방송) - 무라카미, 친목, 헤이조, 남자 6, 여관 주인
- 하늘이와 구름요정 (대원방송) - 구름 할아버지, 디카, 마스터
- 우주소년 아톰 (SBS) - 아빠
- 마법소녀 리나 (SBS) - 눈사
- 마르코 폴로의 모험 (MBC)
- 알프스의 메아리 (MBC) - 바스너 신부
- 우주 불새 (MBC) - 크래크
- 내일은 야구왕 (MBC)
- 걸리버 여행기 (MBC)
- 쥬라기 원시전 (MBC) - 우불라
- 알렉스의 모험 (MBC)
- 강아지천사 찰리 (MBC) - 킬러
- 모트의 시간여행 (MBC) - 모트
- 야옹야옹 빌리 (MBC) - 휴버트
- 동물 보물섬 (MBC)
- 우주전사 마르스 (MBC) - 이데아
- 마이티 마우스 (MBC)
- 동경대부 (애니맥스) - 하나
- 세이버 마리오넷 R (애니맥스)
- 세이버 마리오넷 J (애니맥스) - 게텔, 핑스케, 루벤즈, 히코자에몬, 해설, 검술문하생 1, 남자 1, 시민 3, 시민 1, 자포네스 병사 2, 자포네스 병사 3, 파우스트 부하 2, 남자 2, 오타루의 사부님, 문하생 2, 이에야스의 신하, 시민 6, 시민 8, 닥터 헤스
  - 세이버 마리오넷 J to X (애니맥스) - 지배인, 게텔, 할아버지, 스님, 헤스, 용춘택배 사장, 남자 2, 남자 5, 남자 9, 도둑 1, 공사 관련 사장
  - 세이버 마리오넷 J Again (애니맥스) - 헤스, 연구원
- 개그만화 보기 좋은 날 (대원방송)
- 위험 최강 단거 할아버지 (투니버스, 재능TV) - 할아버지
- 닌자펭귄 땡글이 (투니버스) - 할아버지
- 더티페어 FLASH (투니버스) - 포포로
- 이나중 탁구부 (XTM) - 김달중
- 우당탕 무술학교 (재능방송) - 루디
- 바우와우 (비디오)
- 쥐라기캅스 (KBS) - 쥬 관장
- 왕도둑 징 (투니버스) - 키르
- 레터비 (투니버스) - 선더랜드 박사
- 레이브 (투니버스) - 차장, 볼기탱탱단 두목
- 전설의 마법 쿠루쿠루 (투니버스) - 총재, 코고자, 버드, 니케 아빠, 코코리 아빠, 가드, 도라 노인, 밑빠진 마을 촌장
- 몬스터 (투니버스) - 남자 2
- 메르헤븐 (투니버스) - 밥보
- 올림포스 가디언 (SBS) - 시종장
- 조이드 신세기제로 (챔프) - 트로스 박사
- 아미테이지 더 서드 (투니버스) - 에디
- 으랏차차 삼총사 (투니버스) - 스팅어 박사
- 꾸러기 닌자 토리 (디즈니 채널) - 냐옹, 선생님
- 후로티 로봇 (재능방송) - 코코넛 교장
- 미래전사 씨어 (투니버스) - 해설, 헐스 박사
- 울트라 키즈짱 (대원방송) - 불퉁
- 그림명작동화 (MBC)
- 원피스 original (대원방송) - 브룩
- 짱구는 못말려 (비디오) - 원장, 짱구 할아버지
- 이야기 보따리 (SBS)
- 니코의 세상 (EBS) - 톰
- 천사랑 (EBS) - 파일로, 돌게바람
- 뚝딱뚝딱 밥아저씨 (EBS) - 털털이
- 세계명작동화 (EBS) - '보물섬'편 플린트 / '왕자와 거지'편 해설, 깃털 펜
- 신나는 고양이 식당 (EBS) - 웨이터 투덜이
- 라인 타운 (디즈니 채널) - 아저씨, 버섯 씨
- 파파독 (KBS) - 최규칙 교장선생님
- 벅스봇 이그니션 (투니버스) - 장수풍뎅이 장로
- 몬스터 근무일지 (디즈니+) - 마이크 와조스키
- 좀비덤 (KBS1) - 좀콩
- 롱롱죽겠지? - 스트롱
- 디지몬 어드벤처: (대원방송) - 탤런트몬

### 극장용 애니메이션
- 원피스 필름 골드 - 브룩
- 원피스 : 에피소드 오브 메리 - 또 하나의 동료 이야기 - 브룩
- 원피스 : 에피소드 오브 나미 - 항해사의 눈물과 동료의 인연 - 하치, 브룩
- 원피스 스탬피드 - 브룩
- 케로로 중사 극장판 1기 - 최종병기 키루루(투니버스) - 해설
- 케로로 중사 극장판 2기 - 심해의 프린세스(투니버스) - 해설
- 케로로 중사 극장판 3기 - 케로로 대 케로로 천공대결전(투니버스) - 해설
- 케로로 더 무비: 드래곤 워리어(투니버스) - 해설
- 케로로 더 무비: 기적의 사차원섬(투니버스) - 해설
- 101마리 강아지 2 : 패치의 런던 대모험 - 라스
- 고양이의 보은 - 나토리
- 공주와 개구리(디즈니 채널) - 레이(레이먼드)
- 니모를 찾아서(디즈니 채널) - 첨, 돌고래
- 레이디와 트램프 - 동물원에 온 남자, 땅파던 수용소 개
- 리틀 네모 - 플립
- 아기공룡 둘리의 얼음별 대모험 - 고길동
- 마다가스카 - 마티
- 마다가스카 2 - 마티
- 마다가스카 3 - 마티
- 미니언즈
- 몬스터 주식회사 - 마이크 와조스키
  - 몬스터 대학교 - 마이크 와조스키
- 미키의 크리스마스 선물 - 도니, 엘프
- 센과 치히로의 행방불명 - 점장
- 뮬란 - 무슈, 조상신
- 뮬란 2 - 무슈
- 발토 - 보리스
- 벅스 라이프 - 하임리히
- 브라더 베어 - 투크
- 브라더 베어 2 - 투크
- 뽀빠이의 모험 - 뽀빠이
- 슈렉 - 동키
- 슈렉 2 - 동키
- 슈렉 3 - 동키
- 슈렉 포에버 - 동키
- 아스트로 보이-아톰의 귀환 - 햄에그
- 아이스 에이지 - 시드
- 아이스 에이지 2 - 시드
- 아이스 에이지 3 - 시드
- 아이스 에이지 4 - 시드
- 아이스 에이지 5 - 시드
- 어머! 물고기가 됐어요 - 플라이와 스텔라의 아빠
- 이집트 왕자 2: 요셉 이야기 - 보디발 장군
- 빨간모자의 진실 - 산양
- 돼지코 아기공룡 임피의 모험
- 카우보이 비밥 천국의 문 - 펀치, 카를로스
- 토이 스토리 3 - 렉스
- 토이 스토리 4 - 렉스
- 야! 러그래츠 무비(비디오) - 스투 피클스
- 헤라클레스 - 페인
- 명탐정 코난 극장판 14기 - 천공의 난파선 - 하평무 청장(핫토리 헤이조)
- 명탐정 코난: 진홍의 연가(극장판) - 하평무 청장(핫토리 헤이조)
- 슈퍼 차일드 - 주독이(본 모습), 기자
- 우주로봇 씨어 - 헐스박사
- 새미의 어드벤처2 - 룰루
- 링스 어드벤처
- 토이 스토리 2 - 애벌레 하임릭
- 카 2 - 프란체스코 베르누이
- 스폰지밥 3D - 뚱이
- 101마리 강아지 2 - 라스
- 짱구는 못말려 극장판: 신혼여행 허리케인 ~사라진 아빠~ - 가면족 족장

### 영화
- 에디 머피
  - 너티 프로페서 (KBS, SBS) - 셔먼 클럼프
  - 비버리 힐스 캅 (MBC) - 폴리
  - 비버리 힐스 캅 3 (MBC) - 폴리
  - 48시간 (MBC) - 레지
  - 속 48시간 (SBS) - 레지
  - 닥터 두리틀 (MBC) - 두리틀
  - 메트로 (SBS, KBS) - 스콧
  - 아이 스파이 (MBC) - 켈리
  - 쇼타임 (SBS) - 트레이 셀라스
  - 에디 머피의 골든 차일드 (KBS, MBC) - 챈들러
  - 홀리 맨 (KBS) - G
  - 슈렉 - 동키
  - 슈렉 2 - 동키
  - 슈렉 3 - 동키
  - 슈렉 포에버 - 동키
  - 뮬란 - 무슈, 조상신
- 웨슬리 스나이프스 전담
  - 고공침투 (SBS) - 피트
  - 데몰리션 맨 (SBS) - 사이먼 피닉스
  - 블레이드 (MBC) - 블레이드
  - 블레이드 2 (MBC) - 블레이드
  - 패신저 57 (SBS) - 존 커터
  - 더 팬 (MBC) - 바비
- 리썰 웨폰 3 (MBC) - 트래비스의 부하(스벤올레 토르센)
- 러시아워 (MBC) - 카터 (크리스 터커)
- 제5원소 (SBS) - 루비 로드 (크리스 터커)
- 머니 토크 (MBC) - 프랭클린 (크리스 터커)
- 이연걸의 영웅 (MBC, SBS)
- 오스틴 파워 (SBS) - 오스틴 파워 (마이크 마이어스)
- 노브레인 레이스 (MBC) - 엔리코 폴리니 (로언 앳킨슨)
- 코러스 (MBC) - 클레몽 마티유 (제라르 쥐노)
- 폴리스 아카데미시리즈 (MBC) - 캐리 마호니 경사 (스티브 구텐버그)
- 아스테릭스 (SBS) - 아스테릭스 (크리스티앙 클라비에)
- 800 블렛 (SBS) - 호세 마리아 (에두아르도 고메즈)
- 대사건 (KBS) - 경찰국장(임달화)
- 아버지와 어머니 그리고 형제자매들 (SBS) - 페드로 (안토니오 발레로)
- BB 프로젝트 (SBS) - 집주인(허관문)
- 스쿠비 두 2 (SBS) - 스쿠비 두 (닐 패닝)
- 스튜어트 리틀 (MBC) - 스노벨 (네이선 레인)
- 그렘린 2 (MBC) - 빌리 펠처 (자크 걸리건)
- 캥거루 잭 (SBS) - 캥거루 잭 (애덤 가르시아)
- 대부 3 (SBS) - BJ (조지 해밀턴) / 람버토 추기경(라프 발로네)
- 에볼루션 (SBS) - 해리 (올랜도 존스)
- 아마겟돈 (SBS) - 댄 트루먼 (빌리 밥 손턴)
- 세 남자와 아기 바구니: 18년 후 (SBS) - 미셸
- 진용 (SBS) - 서복
- 하얀 풍선 (SBS)
- 레이싱 스트라이프스 (SBS) - 구스 (조 판톨리아노)
- 덤 앤 더머 (SBS) - 니콜라스 안드리 (찰스 라킷)
- 스키아카데미 (SBS) - 에디
- 라스트 패트롤 (SBS) - 퍼거슨
- 하프 어 챈스 (SBS) - 레오 브라삭 (장폴 벨몽도)
- 시스터 액트 (SBS, KBS) - 에디 경위 (빌 넌)
- 쟈니 핸섬 (SBS) - 레셔
- 터미네이터 2 (MBC) - 다이슨 (조 모튼)
- 판타스틱 소녀 백서 (MBC)
- 막을 올려라 (KBS) - 개리
- 최가박당 (MBC) - 멍텅구리
- 흐르는 강물처럼 (KBS) - 노먼 매클레인 (크레이그 셰퍼)
- 굿바이 만델라 (KBS) - 넬슨 만델라 (데니스 헤이스버트)
- 결전 (KBS) - 용용구 (장가휘)
- 투 웡 푸 (KBS) - 비다 보엠 (패트릭 스웨이지)
- 프리쳐스 와이프 (KBS) - 헨리 (코트니 B. 밴스)
- 크리스마스 캐럴 (KBS) - 곤조
- 세븐 (MBC) - 윌리엄 서머싯 (모건 프리먼)
- 블루 데블 (MBC) - 마우스 (돈 치들)
- 부시맨 (MBC)
- 플래시댄스 (90년 더빙판/MBC)
- 스타트렉 9: 최후의 반격 (MBC) - 루아포
- 어싸인먼트 (MBC) - 잭 (도널드 서덜랜드)
- 스크림 2 (MBC) - 랜디 (제이미 케네디)
- 스틸 (MBC) - 프랭크 (스티븐 매카시)
- 캐스퍼와 웬디 (MBC) - 홀쭉이 (유령)
- 스타워즈 에피소드 1: 보이지 않는 위험 (MBC) - 자자 빙크스 (아흐메드 베스트)
- 아나콘다 (MBC) - 웨스트리지 (조너선 하이드)
- 공포의 바다 (MBC) - 존 (샘 닐)
- 부라보 투 제로 (MBC) - 토니
- 프랑켄슈타인 (MBC)
- 네버엔딩 스토리 2 (MBC)
- 미이라 2 (KBS) - 이지 버튼 (샤운 파크스)
- 히 러브스 미 (MBC)
- 게릴라 (MBC)
- 프렌지 (MBC)
- 12명의 성난 사람들 (MBC) - 11번 배심원 (조지 보스코벡)
- 어퓨굿맨 (MBC)
- 플레드 (MBC)
- 귀여운 빌리 (KBS)
- 드라큘라 (MBC)
- 쓰리 (SBS) - 경찰 / 통 (퐁사나트 빈시리)
- 사랑과 영혼 (MBC)
- 디어 헌터 (MBC)
- 본 아이덴티티 (MBC) - 웜보시 (아데웰 아킨누오예-아바제)
- 사랑의 블랙홀 (MBC)
- 스타워즈 에피소드 6: 제다이의 귀환 (90년 더빙판/MBC) - C-3PO (안소니 다니엘스)
- 홍콩 미스터리 (MBC) - 해리
- 시네마 천국 (MBC) - 청년 토토(마르코 레오나르디) / 중년 토토(자크 페랭)
- 뱀파이어 해결사 (MBC) - 에이밀린 (폴 르벤스)
- 어니스트 슬램덩크 (MBC) - 어니스트
- 얼라이브 (SBS)
- 나 홀로 집에 2 (MBC) - 지배인(팀 커리)
- 어비스 (SBS) - 제머 (존 베드퍼드 로이드)
- 콩고 (MBC) - 찰스 (브루스 캠벨)
- 프레데터(SBS) - 판초 (리처드 케이브스)
- 범죄의 재구성 - 비디오 경찰 1 (배우로 출연)
- 공군대전략 (MBC)
- 코브라 (MBC) - 몬테 (앤드류 로빈슨)
- 에반 올마이티 (KBS) - 에반 (스티브 카렐)
- 더티 해리 4 - 써든 임팩트 - (MBC)
- 라이징 선 (MBC)
- 도플갱어 (MBC) - 헬러 (데니스 크리스토프)
- 천사의 음모 (MBC) - 빌리 (리차드 에드슨)
- 프록터의 행운 (MBC) - 프록터 (마틴 숏)
- 스위치 (MBC) - 아놀드 (토니 로버츠)
- 마틸다 (MBC) - 해설 (대니 드비토)
- 영 건 2 (MBC) - 빌리 (에밀리오 에스테베즈)
- 폴리 (MBC) - 폴리(제이 모어)
- 침대 귀신 소동 (KBS) - 모리스 (하위 맨델)
- 레트로액티브 (MBC) - 경찰 (셔먼 하워드)
- 비틀쥬스 (MBC) - 비틀쥬스(마이클 키튼)
- 언제나 마음은 태양 (MBC) - 실즈(안소니 빌라로엘)
- 더 맨 (MBC) - 엔젤(아서 주라도)
- 중화영웅 (MBC) - 궤복(임적안)
- 소돔과 고모라 (MBC) - 대위(안소니 스테판)
- 절망속에 핀 사랑 (MBC) - 상사(로버트 S. 우즈)
- 크미치스 (MBC) - 야누스 라지윌(레스젝 텔레스진스키)
- 사랑이 머무는 곳에 (MBC) - 브라이언 (데이빗 허프만)
- 페리스의 해방 (MBC) - 주차장 직원(리차드 에드슨)
- 스페셜리스트 (KBS) - 수사관(알프레도 알바레즈 칼데론)

### 외화
- 머나먼 정글(MBC) - 테일러(미겔 A. 누네즈 주니어)
- 공룡의 제국(KBS) - 지포(리 에반스)
- 닥터 퀸(KBS) - 셜리(조 랜도)
- 대제의 밀사(MBC)
- 립타이드(MBC) - 닉(조 페니)
- 태스크포스캅(텔레노벨라) - 사무카
- B-로봇 가브타크(재능TV) - 아빠 / 스파이던(차후린)
- CSI 뉴욕(MBC)

### 특촬물
- 파워레인저 트레인포스 (대원방송) - 차장 / 티켓 / 내레이션
- 파워레인저 루팡포스 vs 패트롤포스 - 힐톱

### 해설
- 주주클럽(KBS)
- 최고의 요리비결(EBS)

### TV광고
- 울트라 녹스(모나리자 주식회사)
- 롯데샌드(롯데제과)
- 맥주안주 질러(샘표식품)
- 눈을 감자(오리온)
- 센스(삼성전자)
- 해태제과 젤루조아
- BC카드
- 햇살담은간장(청정원)

### 라디오
- 만화열전 - 삼국지(MBC) - 제갈량
- 만화열전 - 열혈강호(MBC) - 홍균
- 만화열전 - 힙합(MBC) - 임꺽정 선생님
- 만화열전 - 감격시대(MBC) - 일남
- 배한성, 배칠수의 고전열전 - 순욱(삼국지, MBC)

### 노래
- 공주와 개구리-데려다 줄게, 에반젤린
- 크리스마스에 기적을 만날 확률
- 한게임 고스톱-남성

### 방송
- 임진왜란(MBC) - 정기룡 역
- 삼김시대(SBS)
- 제3공화국(MBC)

### 게임
- 대난투 스매시브라더스 X(Mr. 게임&워치)
- 음양사 - 등롱귀
- 배틀그라운드 모바일 북극곰 보이스

## 수상 경력
- MBC 연기대상 더빙상(1994년)
- MBC 연기대상 라디오 연기상(1982년)